# Лозны
Лозны (укр. Лозни) — село в Летичевском районе Хмельницкой области Украины.
Население по переписи 2001 года составляло 85 человек. Почтовый индекс — 31552. Телефонный код — 3857. Занимает площадь 0,458 км². Код КОАТУУ — 6823085002.

## Местный совет
31552, Хмельницкая обл., Летичевский р-н, с. Сахны, ул. Центральная, 33